# ディーター・ゼーバッハ
ディーター・ゼーバッハ（Dieter Seebach, 1937年10月31日 - ）は、ドイツ出身の化学者。

## 来歴
カールスルーエ出身。カールスルーエ大学で化学を専攻し、1964年にルドルフ・クリーギーの指導の下博士号を取得。その後博士研究員・講師としてハーバード大学のイライアス・コーリー研究所に約2年間所属し、ジチアン類を中心とする極性変換の研究を推進した。
1969年に帰国した後、1971年にギーセン大学に職を得る。1977年にチューリッヒ工科大学に移り、2003年に退職するまで教授を務めた。またウィスコンシン大学マディソン校、ストラスブール大学、ルートヴィヒ・マクシミリアン大学ミュンヘン、ヨハン・ヴォルフガング・ゲーテ大学フランクフルト・アム・マイン、カリフォルニア工科大学、マックス・プランク研究所で客員教授を務めた。

## 受賞歴
- 1990年 センテナリー賞
- 1999年 ロジャー・アダムス賞
- 1999年 キング・ファイサル国際賞科学部門
- 2000年 Yamada-Koga prize（微生物化学研究会）
- 2002年 名古屋メダル（MSD生命科学財団）[1]
- 2002年 キラリティーメダル（イタリア化学会）
- 2003年 テトラヘドロン賞
- 2003年 アウグスト・ヴィルヘルム・フォン・ホフマン・メダル
- 2004年 高砂香料国際賞「野依賞」
- 2007年 トムソン・ロイター引用栄誉賞
- 2018年 アーサー・C・コープ賞